# Sapromyza aureocapitata
Sapromyza aureocapitata är en tvåvingeart som beskrevs av Malloch 1926. Sapromyza aureocapitata ingår i släktet Sapromyza och familjen lövflugor. Inga underarter finns listade i Catalogue of Life.